# Hänssler
Hänssler es una compañía discográfica alemana con sede en Holzgerlingen, especializada en música clásica y jazz. Fue fundada en 1919 por Friedrich Hänssler Sr. 

## Historia
La compañía fue creada en 1919 por Friedrich Hänssler Sr. (f. 1972) con la denominación "Musikverlag Hänssler" para publicar música sacra. Desde 1972 también publica música clásica contemporánea y jazz. 
Hänssler Classic (que aparece escrito como hänssler CLASSIC en el material de la propia compañía), fue fundada en 1975 por Friedrich Hänssler Jr., como sello clásico de la compañía. El sello es uno de los editores de la emisora de radio clásica Südwestrundfunk (SWR), que cuenta con tres orquestas, un coro y una big band. La discográfica es también socio de la Internationale Bachakademie Stuttgart fundada en 1981 por Helmuth Rilling.
En 2002 pasó a formar parte de SCM (Stiftung Christliche Medien), una fundación cristiana de medios de comunicación.